# Комитет обороны при СНК СССР
Комитет обороны при СНК СССР был комитетом, подчиненным Совету Народных Комиссаров СССР.
в соответствии с постановлением Совета Труда и Обороны от 12 февраля 1927 года и постановлением Политбюро ЦК КПСС от 24 февраля 1927 года была создана Комиссия Обороны, подчиненная Совету Труда и Обороны. Она была вновь реформирована на основании решения Совета Труда и Обороны от 24 декабря 1930 года. В ее состав вошли председатель (24.12.1930) Вячеслав Молотов и члены (с 1931 года): Иосиф Сталин, Климент Ворошилов, Григорий Орджоникидзе и Валериан Куйбышев.
В апреле 1937 года Совет Труда и Обороны был упразднен, а Комиссия Обороны преобразована в Комитет Обороны, подчиненный непосредственно Совету Народных Комиссаров СССР, председателем которого остался Вячеслав Молотов. В соответствии с постановлением Совета Народных Комиссаров № 983-372с от 7 июня 1940 года аппарат Комитета Обороны был реорганизован. 30 мая 1941 года он был преобразован в Комиссию по военным и военно-морским делам при Бюро Совета Народных Комиссаров (не путать с Наркоматом по военным и военно-морским делам). Месяц спустя, после нападения Германии на Советский Союз в июне 1941 года, комитет был преобразован в Государственный Комитет Обороны во главе с Иосифом Сталиным.
На протяжении всего своего существования он занимался развитием военно-промышленного комплекса.